# Antonia Alighieri

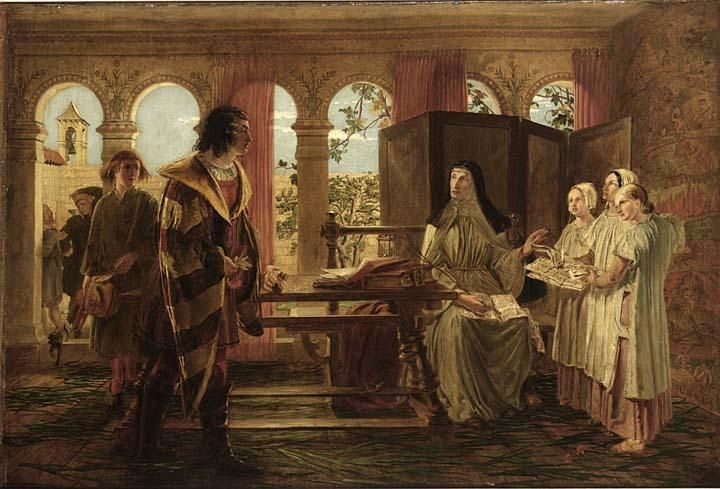
William Bell Scott, Boccaccio visita a la hija de Dante, óleo sobre lienzo, año desconocido.

Antonia Alighieri (Florencia, final del siglo XIII/principios del siglo XIV-Ravena, después de 1371) fue una monja italiana.

## Biografía
Hija de Dante Alighieri y Gemma Donati, probablemente fue monja con el nombre de Sor Beatriz en el monasterio de Santo Stefano degli Ulivi en Rávena .
En 1350 probablemente conoció a Boccaccio, quien fue enviado a Rávena para traerle 10 florines de oro en nombre de los capitanes de la compañía Orsanmichele.
Su figura, en muchos sentidos misteriosa y discutida, estuvo en el centro de algunas obras literarias del siglo XIX como: Beatrice Alighieri de Ifigenia Zauli Sajani (1853), Dante en Rávena de Luigi Biondi (1837), Dante en Rávena de Tito Mammoli (1883).